# Colegio de São Bento
El Colegio de São Bento de Río de Janeiro es una institución educativa confesional católica de menores ubicado en la ciudad de Río de Janeiro, Brasil. Es dirigido y mantenido por los monjes benedictinos del Monasterio de São Bento de Río de Janeiro. Es una referencia histórica de la presencia de la Orden Benedictina en Brasil. Además de eso, el colegio es conocido por ser una de las instituciones brasileñas que más veces ha liderado el ranking del Exame Nacional do Ensino Médio (ENEM).